# J. Gillis Wetter
Jan Gillis Wetter, född 4 juni 1931 i Oscars församling, Stockholms stad, död 6 januari 1995 i Oscars församling, Stockholms län, var en svensk jurist.  

## Biografi
J. Gillis Wetter, som var juris doktor, var verksam i bl.a. Wetter & Swartling Advokatbyrå, Wetter & Wetter Advokatbyrå, J. Gillis Wetter Advokatbyrå samt partner i advokatbyrån White & Case. N.Y., USA. Han var vidare hovauditör.
Wetter var son till juristen Sune Wetter och sonson till justitieministern Albert Petersson.